# Xiao'erjing
Xiao'erjing (小兒經T, 小儿经S, Xiǎo'ér jīngP, Xiao'erjing: ثِیَوْعَرݣ‌ٍْ), che letteralmente vuol dire "scrittura da bambini", è la pratica di scrivere lingue sinitiche, come il Mandarino, con l'alfabeto arabo-persiano, diffusa soprattutto fra le minoranze etniche che in Cina aderiscono alla religione musulmana. Come tutte le lingue che utilizzano quest'alfabeto, lo Xiao'erjing si scrive da destra a sinistra. Una peculiarità di questa pratica è quella di segnare tutte le vocali, anche quelle brevi, con gli appositi segni diatrici, cosa molto poco diffusa fra le altre lingue che usano l'alfabeto arabo. Ciò è probabilmente dovuto all'importanza fondamentale della vocale in una sillaba cinese.

## Nomenclatura
Lo Xiao'erjing non ha un unico nome. Nello Shanxi, Shaanxi, Hebei, Shangdong, ma anche a Pechino e Tientsin viene chiamato "Xi iso'érjīng", mentre in Nignxia, Gansu, Mongolia Interna, Qinghai ed altre provincie nordoccidentali viene chiamato "Xiǎo'érjǐn". Il popolo Dongxiang lo chiama invece "scrittura Dongxiang" o "scrittura Huihui", il popolo Salar lo chiama invece "scrittura Salar".

## Origine
Con l'arrivo dell'Islam durante la dinastia Tang, molte persone di lingua araba e persiana migrarono in Cina, dove col tempo si fusero con l'autoctona etnia Han, formando l'odierna etnia Hui. Secoli dopo, alcuni discendenti di quest'etnia, ovvero cinesi di religione musulmana, iniziarono a sviluppare lo Xiao'erjing per due motivi, ovvero per poter leggere il cinese con il loro alfabeto poiché non avevano una grande conoscenza degli ideogrammi, e per far apprendere il cinese nel mondo islamico.
Attualmente, il più antico manufatto in cui compare lo Xiao'erjing risale al 1339 d.C. (740 nel calendario islamico) ed è una stele in arabo con le firme degli autori in Xiao'erjing. Si trova nel cortile della Moschea Daxue Xixiang a Xi'an, nello Shaanxi. Altri antichi manoscritti in Xiao'erjing sono conservati nell'Istituto di studi orientali dell'Accademia russa delle scienze a San Pietroburgo.

## Utilizzo
Lo Xiao'erjing può essere diviso in due tipi: il "sistema moschea" ed il "sistema quotidiano". Il sistema moschea viene usato principalmente a livello religioso, contiene molte parole prese in prestito dall'arabo e dal persiano ed è caratterizzato anche da un totale scarto dei caratteri cinesi, mentre viene utilizzato solo l'alfabeto arabo-persiano. Il sistema quotidiano viene invece usato per corrispondenza privata o comunque a livello informale, è caratterizzato da un mix di alfabeto arabo e caratteri cinesi e spesso varia a seconda della conoscenza del cinese e della sua scrittura da parte di chi scrive.

### Uso moderno
Negli ultimi anni l'uso dello Xiao'erjing si sta parzialmente estinguendo per via della maggiore alfabetizzazione della popolazione cinese anche nelle aree rurali. Proprio per questo, dalla seconda metà degli anni ottanta, vengono svolte molte ricerche in merito e vengono raccolti numerosi manoscritti in Xiao'erjing. Notevole ad esempio è la raccolta dell'Università di Nanchino.